# Sergej Gontjar
Sergej Viktorovitj Gontjar (ryska: Сергей Викторович Гончар), född 13 april 1974 i Tjeljabinsk, Sovjetunionen, är en rysk före detta professionell ishockeyspelare som sist spelade för Montreal Canadiens i NHL. Gontjar har tidigare spelat för NHL-lagen Washington Capitals, Boston Bruins, Pittsburgh Penguins, Ottawa Senators och Dallas Stars. Han ansågs vara en av ligans bästa offensiva backar. Efter att ha varit skadad större delen av säsongen 2008–09 fick Gontjar vara med och vinna Stanley Cup med Pittsburgh Penguins när man finalbesegrade Detroit Red Wings med 4-3 i matcher.
Gontjar har även landslagsmeriter från det ryska landslaget och spelade i OS 1998 i Nagano där det blev silver, samt i OS 2002 i Salt Lake City där det blev brons. Han spelade också i OS 2006 i Turin och 2010 i Vancouver.

## Klubbar
- Dallas Stars 2013-2015
- Ottawa Senators 2010–2013
- Pittsburgh Penguins 2005–2010
- Metallurg Magnitogorsk 2004–05
- Boston Bruins 2004
- Lada Togliatti 1997–98
- Washington Capitals 1994–2004
- Portland Pirates 1994
- Dynamo Moskva 1992–1994
- Traktor Tjeljabinsk 1991–92

## Statistik

### Klubbkarriär
| 1991–92    | Traktor Tjeljabinsk    | Sovjet     | 31   | 1   | 0   | 1   | 6   | —   | —  | —  | —  | —  |
| 1992–93    | Dynamo Moskva          | IHL        | 31   | 1   | 3   | 4   | 70  | —   | —  | —  | —  | —  |
| 1993–94    | Dynamo Moskva          | IHL        | 44   | 4   | 5   | 9   | 36  | —   | —  | —  | —  | —  |
| 1994–95    | Portland Pirates       | AHL        | 61   | 10  | 32  | 42  | 67  | —   | —  | —  | —  | —  |
| 1994–95    | Washington Capitals    | NHL        | 31   | 2   | 5   | 7   | 22  | 7   | 2  | 2  | 4  | 2  |
| 1995–96    | Washington Capitals    | NHL        | 78   | 15  | 26  | 41  | 60  | 6   | 2  | 4  | 6  | 4  |
| 1996–97    | Washington Capitals    | NHL        | 57   | 13  | 17  | 30  | 36  | —   | —  | —  | —  | —  |
| 1997–98    | Lada Togliatti         | RSL        | 7    | 3   | 2   | 5   | 4   | —   | —  | —  | —  | —  |
| 1997–98    | Washington Capitals    | NHL        | 72   | 5   | 16  | 21  | 66  | 21  | 7  | 4  | 11 | 30 |
| 1998–99    | Washington Capitals    | NHL        | 53   | 21  | 10  | 31  | 57  | —   | —  | —  | —  | —  |
| 1999–00    | Washington Capitals    | NHL        | 73   | 18  | 36  | 54  | 52  | 5   | 1  | 0  | 1  | 6  |
| 2000–01    | Washington Capitals    | NHL        | 76   | 19  | 38  | 57  | 70  | 6   | 1  | 3  | 4  | 2  |
| 2001–02    | Washington Capitals    | NHL        | 76   | 26  | 33  | 59  | 58  | —   | —  | —  | —  | —  |
| 2002–03    | Washington Capitals    | NHL        | 82   | 18  | 49  | 67  | 52  | 6   | 0  | 5  | 5  | 4  |
| 2003–04    | Washington Capitals    | NHL        | 56   | 7   | 42  | 49  | 44  | —   | —  | —  | —  | —  |
| 2003–04    | Boston Bruins          | NHL        | 15   | 4   | 5   | 9   | 12  | 7   | 1  | 4  | 5  | 4  |
| 2004–05    | Metallurg Magnitogorsk | RSL        | 40   | 2   | 17  | 19  | 57  | 4   | 1  | 1  | 2  | 6  |
| 2005–06    | Pittsburgh Penguins    | NHL        | 75   | 12  | 46  | 58  | 100 | —   | —  | —  | —  | —  |
| 2006–07    | Pittsburgh Penguins    | NHL        | 82   | 13  | 54  | 67  | 72  | 5   | 1  | 3  | 4  | 2  |
| 2007–08    | Pittsburgh Penguins    | NHL        | 78   | 12  | 53  | 65  | 66  | 20  | 1  | 13 | 14 | 8  |
| 2008–09    | Pittsburgh Penguins    | NHL        | 25   | 6   | 13  | 19  | 26  | 22  | 3  | 11 | 14 | 12 |
| 2009–10    | Pittsburgh Penguins    | NHL        | 62   | 11  | 39  | 50  | 49  | 13  | 2  | 10 | 12 | 4  |
| 2010–11    | Ottawa Senators        | NHL        | 67   | 7   | 20  | 27  | 20  | —   | —  | —  | —  | —  |
| NHL totalt | NHL totalt             | NHL totalt | 1058 | 209 | 502 | 711 | 862 | 118 | 21 | 59 | 80 | 78 |

### Internationellt
| År            | Lag           | Turnering     |               | Matcher | Mål | Assist | Poäng | Utv |
| ------------- | ------------- | ------------- | ------------- | ------- | --- | ------ | ----- | --- |
| 1993          | Ryssland      | JVM           | 7             | 0       | 2   | 2      | 10    |     |
| 1996          | Ryssland      | WC            | 4             | 2       | 2   | 4      | 2     |     |
| 1998          | Ryssland      | OS            | 6             | 0       | 2   | 2      | 0     |     |
| 2000          | Ryssland      | VM            | 6             | 1       | 0   | 1      | 2     |     |
| 2002          | Ryssland      | OS            | 6             | 0       | 0   | 0      | 2     |     |
| 2004          | Ryssland      | WC            | 4             | 1       | 2   | 3      | 6     |     |
| 2006          | Ryssland      | OS            | 8             | 0       | 2   | 2      | 8     |     |
| 2007          | Ryssland      | VM            | 9             | 1       | 4   | 5      | 4     |     |
| 2010          | Ryssland      | OS            | 4             | 1       | 0   | 1      | 2     |     |
| 2010          | Ryssland      | VM            | 5             | 0       | 4   | 4      | 0     |     |
| Senior totalt | Senior totalt | Senior totalt | Senior totalt | 52      | 6   | 16     | 22    | 26  |